# عاج‌ماهی لکه‌نارنجی
عاج‌ماهی لکه‌نارنجی (نام علمی: Choerodon anchorago) نام یک گونه از سرده عاج‌ماهی است.